# ویکی‌سفر چینی
ویکی‌سفر چینی نسخهٔ زبان چینی وب‌گاه ویکی‌سفر است؛ که در تاریخ ۸ ژانویه ۲۰۱۴ ایجاد گردید.

## تاریخچه
نسخه زبان چینی ویکی‌سفر هم اکنون، با بیش از ۱۶۸۷ راهنمای سفر، در ردهٔ دوازدهم ویکی‌سفرها قرار دارد.